# Кара (Лакський район)
Кара́ (Чара) — село в Лакському районі Дагестану (Росія). Лакською мовою село називається «Чара». Старожили говорять, що воно походить від «чарав» — «поряд». Колись в давнину мешканці інших сіл запитували: «Куди ви переселилися?», на що селяни відповідали «чарав» (поряд). Утворює Каринське сільське поселення і є єдиним населеним пунктом в його складі.

## Історія
Нинішнє розташування села є другим за рахунком. Вперше воно знаходилось в місцевості Шярах-Баку. Там збереглися рештки хат. Археологічна експедиція під керівництвом В. І. Котовича в 1964–1965 роках провела розкопки і на глибині 2 м виявила сліди великої пожежі, обгорілі людські кістки та інше. Старе село було спалене арабами, через те, що селяни не хотіли приймати іслам. До прийняття ісламу каринці сповідували християнство (вірмено-григоріанське). Про це свідчать надмогильні хрести та захоронення, поставлені по вірмено-григоріанськи. Ті, що врятувались від пожежі, переселились на сьогоднішнє місце. Як говорять старожили, першою хатою був будинок Бунбаєвих, на надворотньому камені якого є надпис 1143 рік.
З покоління в покоління передаються легенди про боротьбу проти татаро-монголів. В одній з них розповідається, що в місцевості Гарту-Баку, семеро братів захищали рідну землю від чужоземців. В них закінчилася вода й вони страждали. Тоді їх сестра потай підземним ходом рушила до джерела. Але монголи охороняли тунель і захопили її та запропонували братам здатися, якщо вони цінують життя сестри. Брати вагалися, тоді сестра з криком «Бийте ворога» кинулася на меч ворога і прийняла смерть. Брати вистояли. Члени кружка краєзнавства довго шукали цей тунель і знайшли. Тунель проходить гірським схилом на глибині 5-10 м і довжиною 900 м, сходинками спускаючись до джерела води. Тунель збудований мешканцями аулу Гарта, через те, що жителі сіл Хаталу і Зіму не пускали їх до води.
Експедиція В. І. Котовича в 1964–1965 рр. вивчала малюнки (1100 окремих фігур) на скелі в місцевості Вітурзівалу і прийшла висновку, що малюнкам 4000 років.
В 1886 році в селі було 254 дворів, а в 1914 — мешкало 1 237 осіб.

## Населення
За переписом 2010 року у селі проживало 529 осіб..